# Ая Накамура
Ая Даніоко, професійно відома як Ая Накамура (фр. Aya Nakamura; 10 травня 1995, Бамако, Малі) — франко-малійська співачка та автор пісень.
Вона почала публікувати свою музику в інтернеті, отримавши прихильників завдяки пісням «Karma» і «J'ai mal». Дембо Камара, давній друг, став її продюсером і менеджером. Її пісня «Brisé» отримала популярність на YouTube, а дует з репером Fababy «Love d'un voyou» вперше потрапив у французький чарт. Вона випустила свій дебютний альбом «Journal intime» у 2017 році, а у 2018 році випустила альбом «Nakamura», який був сертифікований діамантовим у Франції та розійшовся тиражем понад 1,2 мільйона копій по всьому світу. Альбом породив хіт-сингли «Djadja» і «Copines» і започаткував міжнародну кар'єру співачки. Того ж року вона побила рекорд Едіт Піаф з 1961 року як франкомовну артистку Нідерландів, яку найчастіше слухали.
За свою кар'єру Накамура має п'ять пісень номер один і альбом номер один у Франції. Вона отримала нагороду «Victoires de la musique» за свій альбом 2020 року «Aya», який став двічі платиновим у 2023 році, продавши 200 000 копій. Вона також отримала премію NRJ Music Awards і отримала кілька номінацій на MTV Europe Music Award за найкращий французький акт. Через два роки після релізу «Nakamura» перевищила мільярд стрімів на Spotify, зробивши співачку франкомовною виконавицею, яку найчастіше слухають на платформі.
У лютому 2023 року вона стала міжнародною музою краси Lancôme.

## Раннє життя
Ая Даніоко народилася в Бамако, столиці Малі, 10 травня 1995 року. Вона походить із родини гріотів, західноафриканських оповідачів, співаків і поетів усної традиції. Ая емігрувала до Франції з сім'єю в дитинстві і виросла в Ольне-су-Буа. Вона подала заяву на отримання французького громадянства вже будучи дорослою, і отримала його в травні 2021 року. Ая є найстаршою з п'яти братів і сестер.
Даніоко вивчала моду в Ла-Курнев. У 2017 році в інтерв'ю для Le Monde вона заявила: «Я хотіла бути модельєром, але це перестало мене приваблювати, тому я співала». Пізніше вона почала займатися музикою під псевдонімом Ая Накамура, на честь персонажа Хіро Накамури з американської науково-фантастичної теледрами «Герої».

## Кар'єра
У 2014 році, у віці 19 років, Накамура випустила свій перший сингл «Karma» у Facebook. За допомогою продюсера Сейсі вона створила пісню про розставання «J'ai mal» із мелодією, навіяною зуком.
У 2016 році вона написала пісню «Brisé» з композитором Крістофером Гендою. Після цього Ая випустила «Love d'un voyou» за участю репера Fababy. Вона виступала на стадіоні Модібо Кейта у Бамако, виступаючи на розігріві для американсько-нігерійської зірки Давідо[джерело?].
У січні 2016 року вона підписала угоду з «Rec. 118» і «Parlophone», дочірньою компанією Warner Music France. Того ж року вона випустила сингл «Super Héros» за участю репера Gradur.
25 серпня 2017 року вона випустила свій дебютний альбом «Journal intime», очолюваний її першим платиновим хітом «Comportement». Платівка була сертифікована платиновою у Франції. 23 вересня 2017 року вона взяла участь у «La Nuit du Mali» на арені «АккорГотелс», щоб відсвяткувати День незалежності Малі. Вона ділила сцену з Уму Сангаре та іншими малійськими артистами, такими як Шейк Тідіан Сек, Лассана Хава та Мокобе.

### 2018—2020:Nakamura
6 квітня 2018 року Накамура випустила «Djadja» — перший сингл зі свого другого альбому, який два тижні поспіль залишався на першому місці у французьких чартах, а згодом був сертифікований діамантовим.
Пісня стала хітом у Франції, а також за кордоном. Накамура стала першою французькою артисткою, яка досягла першого місця в Нідерландах з часу Едіт Піаф з «Non, je ne regrette rien» у 1961 році.
«Djadja» також була першою франкомовною піснею з 2009 року, яка досягла вершини голландських чартів, останньою була «Alors on danse» бельгійського виконавця Stromae. Тоді «Djadja» підкорила хіт-паради та радіо по всій Європі.
Наступним синглом Накамури став «Copines», випущений у серпні 2018 року. Він посів четверте місце у Франції, перш ніж піднятися на перше місце в листопаді 2018 року, а також був сертифікований діамантовим.
2 листопада 2018 року Накамура випустила свій другий альбом «Nakamura».
У січні 2019 року вона виграла MME Awards за найкращий альбом в категорії R & B/Urban.
У лютому 2019 року вона була номінована на «Пісню року» та «Найкращий міський альбом» на France Music Awards[джерело?].
У квітні 2019 року вона випустила кліп на пісню «Pookie», який став найпопулярнішим музичним відео у Франції того року. У серпні вона випустила ремікс пісні за участю американського репера Lil Pump.
У травні 2019 року газета The New York Times назвала її «однією з найважливіших виконавців у Європі в музичному та соціальному плані».
У червні 2019 року вона отримала свою першу номінацію на BET Awards як найкраща міжнародна виконавиця.
У жовтні «Djadja» став платиновим в Іспанії та Португалії, а «Pookie» отримав подвійний платиновий статус в Італії.
25 жовтня 2019 року Накамура випустила перевидання тепер уже двічі платинового альбому «Nakamura» з п'ятьма новими піснями, включно із синглом «40%», що потрапив у топ-5[джерело?].
У грудневих підсумках наприкінці року, вона була названа найпопулярнішою французькою виконавицею у 2019 році за версією YouTube та найпопулярнішою французькою виконавицею у 2019 році за версією Spotify.
3 січня 2020 року було оголошено про її виступ на тогорічному фестивалі «Коачелла».
12 червня Накамура випустила іспаномовну версію пісні «Djadja» з колумбійським співаком Малумою.

### 2020—2021:Aya
17 липня 2020 року Накамура випустила сингл «Jolie Nana» зі свого третього студійного альбому «Aya». Він дебютував з першого місця у французькому чарті синглів і за два тижні отримав статус золотого.
9 жовтня вона випустила другий сингл з альбому, «Doudou». Він досяг 6 місця у Франції, у топ-40 у Бельгії та 16 місце в чарті Afrobeats Великобританії.
Альбом «Aya» вийшов 13 листопада і включав співпрацю зі Stormzy, Ms Banks і Oboy.
26 березня 2021 року «Major Lazer» випустили делюкс-видання свого альбому «Music Is the Weapon», що містить пісню «C'est cuit», за участі Накамури та Swae Lee. Після цього 27 травня вийшов позаальбомний сингл «Bobo», який посів третє місце у французькому чарті синглів. Накамура також була представлена у пісні французького репера Franglish «Sans moi» з його альбому «Vibe». Він був випущений як сингл у серпні, а кліп на нього набрав мільйон переглядів за 24 години. Зображення Накамури на обкладинці Vogue France було обрано улюбленою обкладинкою журналу 2021 року.

### 2022–…:DNK
Протягом 2022 року Накамура випустила три сингли, які не входили до альбомів: «Dégaine» за участю Damso, «Méchante» і «VIP». «Dégaine» дебютував на вершині французьких чартів синглів, тоді як два інших досягли топ-40. У жовтні Накамура виступила з віртуальним концертом у відеогрі Fortnite, ставши першим французьким виконавцем, який зробив це. За цим послідував випуск «SMS» у грудні як провідного синглу з її четвертого студійного альбому DNK. Альбом був випущений 27 січня 2023 року і займав вершину французького чарту альбомів протягом двох тижнів поспіль. В подальшому він промотувався двома іншими синглами: «Baby» і «Daddy», за участю SDM. 17 серпня Накамура несподівано випустила делюкс-версію DNK, що містить три додаткові пісні.
25 січня 2024 року вона випустила сингл «Hypé». За ним 7 березня вийшов ремікс у співпраці з Айрою Старр. На другій церемонії нагородження «Flammes Awards» у квітні 2024 року вона отримала три нагороди, що стало найбільшою кількістю перемог того року.

## Артистизм
Музика Накамури спирається на такі жанри, як поп, R&B, зук та Afrobeats, а Шаміра Ібрагім із Pitchfork назвала її «безстрашно змішувачкою жанрів». Вона пише власні тексти, які написані французькою мовою та часто використовують арго, а також вирази, запозичені з інших мов, таких як англійська, арабська та бамбара. Через походження її родини, її іноді описують як продовжувачку традиції гріотів, але вона стверджує, що її робота відрізняється від неї.

## Публічний імідж
«Le Figaro» описав Накамуру як поляризаційну фігуру у Франції. Її тексти, зокрема, були предметом багатьох дискусій у країні. Недоброзичливці вважають, що використання нею сленгу знецінює французьку мову, а деякі, такі як ультраправий коментатор і політик Ерік Земмур, називають її тексти «іноземною мовою». З іншого боку, лінгвісти схильні захищати її роботу; вони розглядають її як частину ширшої традиції французької поезії та написання пісень, яка допомагає зберегти мову живою. У листопаді 2020 року депутат від центристської партії «Відродження» Ремі Ребейро процитував Накамуру під час своїх аргументів на користь закону, який забороняє дискримінацію за акцентом у Франції, сказавши, що те, як вона «перевинаходить» французькі вирази, є «чудовим». Сама Накамура висловила розчарування через те, що її постійно просили пояснити значення її текстів, і вважає, що це може бути пов'язано з мізогінією, оскільки, на її думку, «є [чоловіки] репери, які вигадують набагато гірше». Вона заявила, що «є багато людей, які говорять, як я, і молоді, яка розуміє».
Накамура також відома своєю «хвастливою» та «невибачливою» персоною, яку порівнюють із такими артистами, як Ріанна та Cardi B. Це викликало звинувачення її в зарозумілості, на які вона відповіла словами: «Я вважаю це впевненістю». Рохайя Діалло написала в The Guardian, що її персона «може бути причиною такої ворожої реакції в країні, яка схильна вимагати смирення та вдячності від меншин». І навпаки, її описують як символ розширення можливостей, особливо для темношкірих жінок. Малійська співачка Уму Сангаре похвалила те, як Накамура «зробила собі ім'я у світі, де домінують чоловіки», і вважає її джерелом натхнення для молоді, тоді як французький модельєр Симон Порте Жакемю, який працював з Накамурою, вважає її представником її покоління, «незалежно від того, чоловіки чи жінки, чорні чи ні». Її пісню «Djadja» часто цитували на демонстраціях проти гендерного насильства у Франції. Хоча вона не вважає свою роботу феміністичною, вона сказала, що «щаслива, якщо [її] пісні говорять самі за себе».

### Літні Олімпійські ігри 2024
За кілька місяців до Літніх Олімпійських ігор 2024 року в Парижі з'явилися припущення, що Накамура виступить на церемонії відкриття. Це призвело до протестів, особливо з боку крайніх правих, включно з банером від «Les Natifs» (група, що відкололася від ідентитаріанців), з написом: «Цього не буде, Ая. Це Париж, а не ринок Бамако». Політик Марін Ле Пен, колишній президент «Національного об'єднання», також розкритикувала рішення, яке прозвучало з чуток, вважаючи його «провокацією» та «приниженням» з боку Макрона. Французькі політики та громадські діячі, а також міжнародні ЗМІ описали цю реакцію як расистську. У відповідь Накамура отримала підтримку від комітету «Париж 2024» та інших, у тому числі міністра спорту Франції Амелі Удеа-Кастера та міністра культури Рашиди Даті. Згідно з опитуванням Odoxa, 63 % французів не схвалювали виступ Накамури на Олімпіаді.
15 березня після скарг, поданих «LICRA» та «SOS Расизм», було розпочато розслідування расистських онлайн-дописів щодо Накамури. Сама Накамура відреагувала на негативну реакцію постом у соцмережі, у якому заявила: «Ви можете бути расистом, але не глухим… Ось що вам болить! Я стаю суб'єктом номер 1 у дебатах… але чим я вам насправді зобов'язана? Нада». За цим послідувала ще одна подяка тим, хто підтримав її, «особливо моїй спільноті». У квітні Макрон заявив, що Накамура «промовляє до великої кількісті наших співгромадян» і що він вважає, що вона «абсолютно на своєму законному місці на церемонії відкриття чи закриття».
На церемонії відкриття 26 липня Накамура виконала попурі своїх пісень «Pookie» і «Djadja» з «For me formidable» Шарля Азнавура з його альбому 1963 року «Qui ?» у супроводі Республіканської гвардії Франції.

## Особисте життя
Накамура — мусульманка. З 2019 року підтримує асоціацію «ALIYAH», створену батьками дівчини, яка страждає на гемолітико-уремічний синдром.
У 2016 році Накамура народила свою першу дитину, дочку. Вона відмовилася розголошувати особу батька. У 2019 році вона перебувала в коротких стосунках зі своїм партнером по пісні «Sucette» Niska. Вона звинуватила його в домашньому насильстві та висловила жаль, що не висунула звинувачення. У жовтні 2020 року вона підтвердила свої стосунки з продюсером музичних кліпів Владіміром Буднікоффим, з яким працювала раніше. У січні 2022 року у них народилася дочка. Після інциденту в серпні того ж року Накамура оголосила про розлучення пари в жовтні. Як Накамуру, так і Буднікоффа звинуватили у взаємному сімейному насильстві у зв'язку з подіями серпня 2022 року. 23 лютого 2023 року суддя Бобіньї постановив, що Накамура має сплатити штраф у розмірі 10 000 євро, а Буднікофф — 5 000 євро.

## Дискографія

### Альбоми
| Назва                                                                               | Деталі | Пікова позиція | Пікова позиція | Пікова позиція | Пікова позиція | Пікова позиція | Пікова позиція | Пікова позиція | Одиниць       | Сертифікація                                        |
| Назва                                                                               | Деталі | FRA            | BEL (FL)       | BEL (WA)       | NLD            | ITA            | SPA            | SWI            | Одиниць       | Сертифікація                                        |
| ----------------------------------------------------------------------------------- | --- | -------------- | -------------- | -------------- | -------------- | -------------- | -------------- | -------------- | ------------- | --------------------------------------------------- |
| Journal intime                                                                      | - Випущено: 25 серпня 2017 - Лейбл: Rec. 118, «Parlophone», Warner Music France - Формати: CD, LP, цифрове завантаження, стримінг | 6              | 143            | 34             | —              | —              | —              | —              |               | - SNEP: Платиновий                                  |
| Nakamura                                                                            | - Випущено: 2 листопада 2018 - Лейбл: Rec. 118, Parlophone, Warner Music France - Формати: CD, LP, цифрове завантаження, стримінг | 3              | 29             | 8              | 10             | 90             | 92             | 20             | - NLD: 20,000 | - SNEP: Діамантовий - BEA: Платиновий - MC: Золотий |
| Aya                                                                                 | - Випущено: 13 листопада 2020 - Лейбл: Rec. 118, Warner Music France - Формати: CD, LP, цифрове завантаження, стримінг            | 2              | 14             | 2              | 36             | —              | 71             | 8              |               | - SNEP: 2x Платиновий                               |
| DNK                                                                                 | - Випущено: 27 січня 2023 - Лейбл: Rec. 118, Warner Music France - Формати: CD, LP, цифрове завантаження, стримінг                | 1              | 65             | 2              | —              | —              | —              | 6              |               | - SNEP: Платиновий                                  |
| «—» позначає запис, який не потрапив у чарти або не був випущений на цій території. | |                |                |                |                |                |                |                |               |                                                     |

### Сингли

#### Як головний артист
| Назва                                                                               | Рік  | Пікова позиція | Пікова позиція | Пікова позиція | Пікова позиція | Пікова позиція | Пікова позиція | Пікова позиція | Пікова позиція | Пікова позиція | Пікова позиція | Сертифікації | Альбом               |
| Назва                                                                               | Рік  | FRA            | BEL (FL)       | BEL (WA)       | GER            | ITA            | NLD            | POR            | SPA            | SWE            | SWI            | Сертифікації | Альбом               |
| ----------------------------------------------------------------------------------- | ---- | -------------- | -------------- | -------------- | -------------- | -------------- | -------------- | -------------- | -------------- | -------------- | -------------- | --- | -------------------- |
| «Super héros» (з Gradur)                                                            | 2016 | 34             | —              | —              | —              | —              | —              | —              | —              | —              | —              | | Journal intime       |
| «Comportement»                                                                      | 2017 | 13             | —              | 40             | —              | —              | —              | —              | —              | —              | —              | - SNEP: Платиновий | Journal intime       |
| «Oumou Sangaré»                                                                     | 2018 | 65             | —              | —              | —              | —              | —              | —              | —              | —              | —              | | Journal intime       |
| «Djadja» (соло, з Лореданою чи Малумою)                                             | 2018 | 1              | 16             | 16             | 43             | 23             | 1              | 37             | 5              | 72             | 29             | - SNEP: Діамантовий - BEA: 3× Платиновий - BPI: Срібний - BVMI: Золотий - FIMI: Платиновий - IFPI SWI: Золотий - MC: 2× Платиновий - NVPI: 2× Платиновий - PROMUSICAE: 4× Платиновий | «Nakamura»           |
| «Copines»                                                                           | 2018 | 1              | —              | 7              | —              | —              | 46             | 181            | —              | —              | 60             | - SNEP: Діамантовий - BEA: Золотий - FIMI: Золотий - MC: Платиновий - PROMUSICAE: Золотий                                                                                            | «Nakamura»           |
| «Pookie» (соло, з Lil Pump чи Capo Plaza)                                           | 2019 | 5              | 18             | 9              | —              | 2              | —              | —              | —              | —              | 55             | - SNEP: Діамантовий - BEA: 3× Платиновий - FIMI: 2× Платиновий - MC: Платиновий | «Nakamura»           |
| «Soldat»                                                                            | 2019 | 6              | —              | —              | —              | —              | —              | —              | —              | —              | —              | - SNEP: Золотий | «Nakamura»           |
| «Jolie Nana»                                                                        | 2020 | 1              | 8              | 2              | —              | —              | 18             | —              | —              | —              | 4              | - SNEP: Діамантовий - BEA: 2× Платиновий | «Aya»                |
| «Doudou»                                                                            | 2020 | 6              | —              | 40             | —              | —              | —              | —              | —              | —              | —              | - SNEP: Золотий | «Aya»                |
| «Bobo»                                                                              | 2021 | 3              | —              | 23             | —              | —              | 67             | —              | —              | —              | 16             | - SNEP: Платиновий | Non-album singles    |
| «Dégaine» (з Damso)                                                                 | 2022 | 1              | —              | 15             | —              | —              | —              | —              | —              | —              | 19             | - SNEP: Діамантовий | Non-album singles    |
| «Méchante»                                                                          | 2022 | 27             | —              | —              | —              | —              | —              | —              | —              | —              | —              | | Non-album singles    |
| «VIP»                                                                               | 2022 | 39             | —              | —              | —              | —              | —              | —              | —              | —              | —              | | Non-album singles    |
| «SMS»                                                                               | 2022 | 16             | —              | —              | —              | —              | —              | —              | —              | —              | —              | - SNEP: Золотий | DNK                  |
| «Baby»                                                                              | 2023 | 2              | —              | 8              | —              | —              | —              | —              | —              | —              | 22             | - SNEP: Діамантовий | DNK                  |
| «DJO»                                                                               | 2023 | 18             | —              | —              | —              | —              | —              | —              | —              | —              | —              | | Mood 3               |
| «Hypé» (соло чи з Айрою Старр)                                                      | 2024 | 2              | —              | —              | —              | —              | —              | —              | —              | —              | 50             | - SNEP: Золотий | Сингли поза альбомом |
| «Doggy»                                                                             | 2024 | 19             | —              | —              | —              | —              | —              | —              | —              | —              | —              | | Сингли поза альбомом |
| «Avec classe» (з Корнелем і Trinix)                                                 | 2024 | 20             | —              | 31             | —              | —              | —              | —              | —              | —              | —              | | Сингли поза альбомом |
| «42»                                                                                | 2024 | 26             | —              | —              | —              | —              | —              | —              | —              | —              | —              | | Сингли поза альбомом |
| «—» позначає запис, який не потрапив у чарти або не був випущений на цій території. |      |                |                |                |                |                |                |                |                |                |                | |                      |

#### Як запрошена артистка
| «Love d'un voyou» (Fababy і Ая Накамура)                                            | 2015 | 9   |                 |                                |
| «Sorry» (Абу Дебінг і Ая Накамура)                                                  | 2016 | 188 |                 |                                |
| «Bad Boy» (Фалі Іпупа і Ая Накамура)                                                | 2017 | 68  | - SNEP: Золотий |                                |
| «Moi je vérifie» (Naza, Dadju і Ая Накамура)                                        | 2017 | 171 |                 |                                |
| «Pourquoi tu forces» (DJ Erise і Ая Накамура)                                       | 2018 | 177 |                 |                                |
| «Comme ci comme ça» (Tour 2 Garde і Ая Накамура)                                    | 2018 | —   |                 |                                |
| «C'est cuit» (Major Lazer, Ая Накамура і Swae Lee)                                  | 2021 | 72  |                 | Music Is the Weapon (Reloaded) |
| «—» позначає запис, який не потрапив у чарти або не був випущений на цій території. |      |     |                 |                                |

### Інші пісні в чартах
| Назва                                                                               | Рік  | Пікова позиція | Пікова позиція | Пікова позиція | Пікова позиція | Сертифікації          | Альбом                    |
| Назва                                                                               | Рік  | FRA            | BEL (WA)       | SWI            | SPA            | Сертифікації          | Альбом                    |
| ----------------------------------------------------------------------------------- | ---- | -------------- | -------------- | -------------- | -------------- | --------------------- | ------------------------- |
| «Oublier»                                                                           | 2016 | 96             | —              | —              | —              |                       | Journal intime            |
| «Fuego» (з Dadju)                                                                   | 2017 | 85             | —              | —              | —              |                       | Journal intime            |
| «J'ai mal (Part 2)»                                                                 | 2017 | 18             | —              | —              | —              |                       | Journal intime            |
| «Problèmes» (з MHD)                                                                 | 2017 | 118            | —              | —              | —              |                       | Journal intime            |
| «Jalousie» (з Lartiste)                                                             | 2017 | 121            | —              | —              | —              |                       | Journal intime            |
| «Karma»                                                                             | 2017 | 146            | —              | —              | —              |                       | Journal intime            |
| «Orphelin» (з KeBlack)                                                              | 2017 | 151            | —              | —              | —              |                       | Journal intime            |
| «La Dot»                                                                            | 2018 | 3              | 32             | 71             | —              | - SNEP: Платиновий    | Nakamura                  |
| «Sucette» (з Niska)                                                                 | 2018 | 4              | —              | —              | —              | - SNEP: Платиновий    | Nakamura                  |
| «Oula»                                                                              | 2018 | 5              | —              | —              | —              | - SNEP: Золотий       | Nakamura                  |
| «Pompom»                                                                            | 2018 | 8              | —              | —              | —              | - SNEP: Золотий       | Nakamura                  |
| «Ça fait mal»                                                                       | 2018 | 13             | —              | —              | —              |                       | Nakamura                  |
| «Whine Up»                                                                          | 2018 | 15             | —              | —              | —              |                       | Nakamura                  |
| «Gangster»                                                                          | 2018 | 18             | —              | —              | —              | - SNEP: Золотий       | Nakamura                  |
| «Faya»                                                                              | 2018 | 21             | —              | —              | —              |                       | Nakamura                  |
| «Gang» (з Davido)                                                                   | 2018 | 35             | —              | —              | —              |                       | Nakamura                  |
| «Dans ma bulle»                                                                     | 2018 | 40             | —              | —              | —              |                       | Nakamura                  |
| «Cadeau» (з Naza)                                                                   | 2018 | 171            | —              | 60             | —              |                       |                           |
| «40%»                                                                               | 2019 | 4              | 30             | —              | —              | - SNEP: Діамантовий   | Nakamura (Deluxe Edition) |
| «Claqué»                                                                            | 2019 | 45             | —              | —              | —              |                       | Nakamura (Deluxe Edition) |
| «Idiot»                                                                             | 2019 | 65             | —              | —              | —              |                       | Nakamura (Deluxe Edition) |
| «Plus jamais» (з Stormzy)                                                           | 2020 | 1              | 36             | 24             | —              | - SNEP: Золотий       | Aya                       |
| «Tchop»                                                                             | 2020 | 7              | —              | 62             | —              |                       | Aya                       |
| «Préféré» (з Oboy)                                                                  | 2020 | 4              | —              | —              | —              |                       | Aya                       |
| «Fly»                                                                               | 2020 | 8              | —              | —              | —              |                       | Aya                       |
| «Sentiments grandissants»                                                           | 2020 | 9              | —              | —              | —              |                       | Aya                       |
| «Love de moi»                                                                       | 2020 | 13             | —              | —              | —              |                       | Aya                       |
| «Biff»                                                                              | 2020 | 14             | —              | —              | —              |                       | Aya                       |
| «Nirvana»                                                                           | 2020 | 17             | —              | —              | —              |                       | Aya                       |
| «Ça blesse»                                                                         | 2020 | 18             | —              | —              | —              |                       | Aya                       |
| «Hot»                                                                               | 2020 | 19             | —              | —              | —              |                       | Aya                       |
| «La machine»                                                                        | 2020 | 21             | —              | —              | —              |                       | Aya                       |
| «Mon chéri»                                                                         | 2020 | 27             | —              | —              | —              |                       | Aya                       |
| «Mon lossa» (з Ms Banks)                                                            | 2020 | 28             | —              | —              | —              |                       | Aya                       |
| «Ailleurs»                                                                          | 2021 | 124            | —              | —              | —              |                       | 20/21                     |
| «Cadeau» (з Tiakola)                                                                | 2023 | 4              | 47             | —              | —              |                       | DNK                       |
| «Daddy»                                                                             | 2023 | 6              | —              | 99             | —              |                       | DNK                       |
| «Chacun» (з Kim)                                                                    | 2023 | 25             | —              | —              | —              |                       | DNK                       |
| «Corazon»                                                                           | 2023 | 27             | —              | —              | —              |                       | DNK                       |
| «Tous les jours»                                                                    | 2023 | 37             | —              | —              | —              |                       | DNK                       |
| «T'as peur» (з Myke Towers)                                                         | 2023 | 38             | —              | —              | 29             | - PROMUSICAE: Золотий | DNK                       |
| «Beleck»                                                                            | 2023 | 39             | —              | —              | —              |                       | DNK                       |
| «Coller»                                                                            | 2023 | 51             | —              | —              | —              |                       | DNK                       |
| «Haut niveau»                                                                       | 2023 | 56             | —              | —              | —              |                       | DNK                       |
| «Le goût»                                                                           | 2023 | 59             | —              | —              | —              |                       | DNK                       |
| «Bloqué»                                                                            | 2023 | 80             | —              | —              | —              |                       | DNK                       |
| «Bisous»                                                                            | 2023 | 62             | —              | —              | —              |                       | DNK                       |
| «Chérie»                                                                            | 2023 | 23             | —              | —              | —              |                       | DNK                       |
| «—» позначає запис, який не потрапив у чарти або не був випущений на цій території. |      |                |                |                |                |                       |                           |

## Концертні тури
- Nakamura Tour (2019)
- DNK Tour (2023—2024)[128]

## Нагороди й номінації
| Рік  | Нагорода                         | Категорія                                  | Робота              | Результат    |
| ---- | -------------------------------- | ------------------------------------------ | ------------------- | ------------ |
| 2018 | W9 D'OR                          | Виконавиця, яку найчастіше слухають        |                     | Перемога     |
| 2019 | Music Moves Europe Talent Awards | Премія «Вибір громадськості» (Франція)     | Перемога            |              |
| 2019 | MTV Europe Music Awards          | Найкращий французький виконавець           | Номінація           |              |
| 2019 | BET Awards                       | Найкращий міжнародний виконавець           | Номінація           |              |
| 2019 | All Africa Music Awards          | Найкращий франкофон                        | Номінація           |              |
| 2019 | All Africa Music Awards          | Виконавець року                            | Номінація           |              |
| 2019 | All Africa Music Awards          | Нагорода «Долаючи кордони з музикою»       | Номінація           |              |
| 2019 | All Africa Music Awards          | Найкраща жінка Західної Африки             | Номінація           |              |
| 2019 | All Africa Music Awards          | Найкраща співпраця                         | «Sucette» (з Niska) | Номінація    |
| 2019 | All Africa Music Awards          | Пісня року                                 | «Pookie»            | Номінація    |
| 2019 | NRJ Music Awards                 | Франкомовна пісня року                     | «Pookie»            | Номінація    |
| 2019 | NRJ Music Awards                 | Франкомовний виступ вечора                 | «Pookie»            | Номінація    |
| 2019 | NRJ Music Awards                 | Франкомовна артистка                       |                     | Номінація    |
| 2020 | MTV Europe Music Awards          | Найкращий французький виконавець[джерело?] |                     | Номінація    |
| 2020 | NRJ Music Awards                 | Франкомовна артистка року                  |                     | Перемога     |
| 2021 | Apple Music Awards               | Виконавець року (Франція)                  |                     | Перемога     |
| 2023 | 2022 The Future Awards Africa    | Приз за музику                             |                     | В очікуванні |